# Joost van Egmont

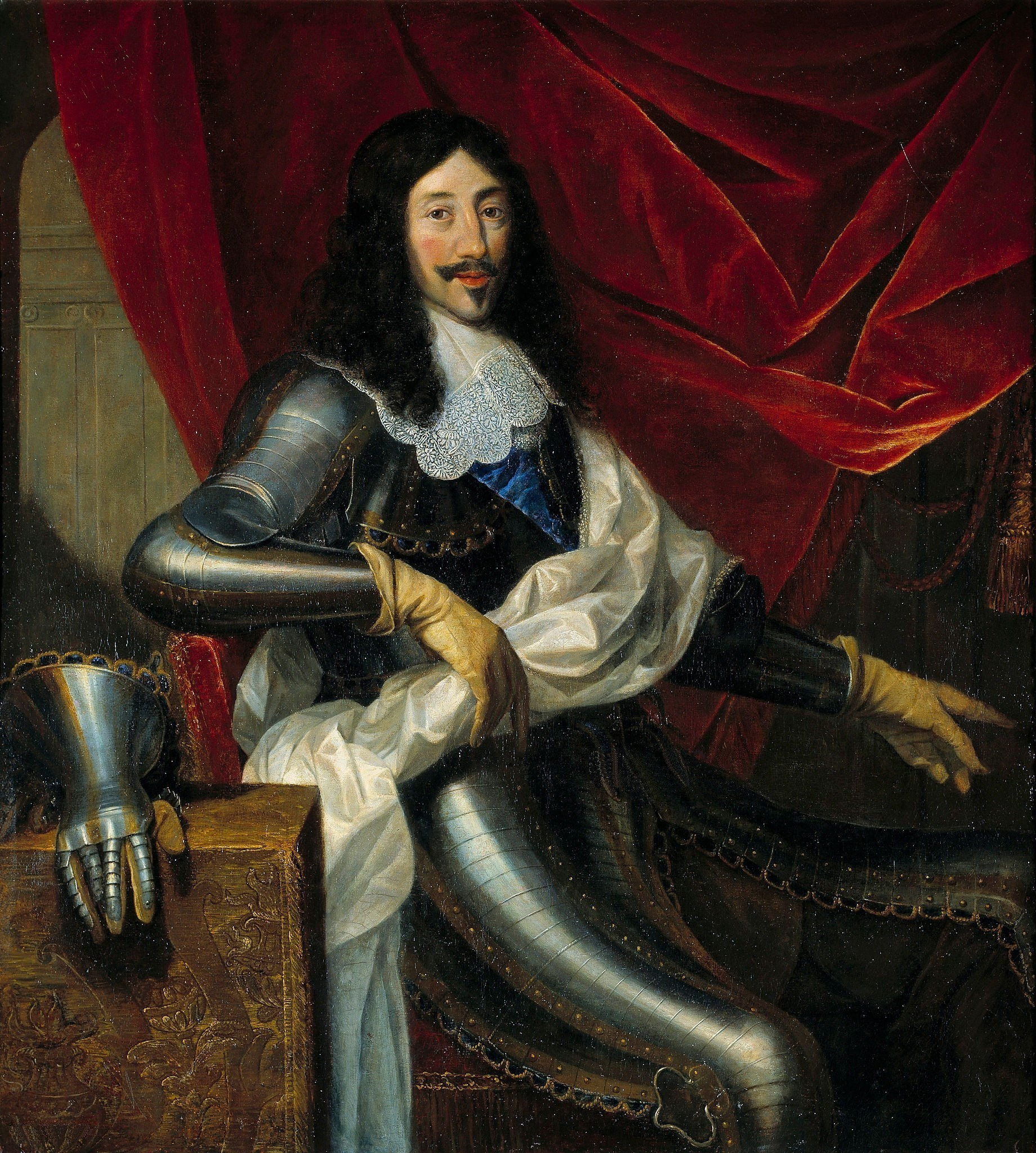
Porträtt av Ludvig XIII.

Joost van Egmont, född 22 september 1601, död 8 januari 1674, var en nederländsk konstnär.
Egmont föddes i Leiden men uppfostrades i Antwerpen, där han slöt sig till Rubens och länge var dennes biträdare. Han arbetade därefter hos Simon Vouet och för hovet i Paris. I svenska statens samlingar finns ett porträtt av drottning Kristina som Minerva, utfört av Egmont i Antwerpen 1654. En replik av denna målning finns i Lunds universitets konstmuseum. I andra svenska samlingar finns två damporträtt, signerade "Justus Verus d'Egmont", Bryssel 1655. Egmont är representerad vid Nordiska museet.

### Fotnoter
1. ↑  Nordiska museet